# 太田智樹
太田 智樹（おおた ともき、1997年10月17日 - ）は、静岡県浜松市出身の陸上競技選手。専門は長距離走。浜松日体高等学校、早稲田大学卒業。トヨタ自動車陸上長距離部所属。ハーフマラソン日本記録保持者。なお、ヤクルト陸上競技部の太田直希（浜松日体高校→早稲田大学出身）は2学年下の弟である。

## 来歴
浜名中学校入学時から陸上を始め、3年次に第39回全日本中学校陸上競技選手権大会で3000m優勝し、第43回ジュニアオリンピック陸上競技大会でも3000mで大会新記録を樹立して優勝し、男子の最優秀選手に選ばれた。全国都道府県対抗男子駅伝でも2区区間2位と好走した。
早稲田大学在学中は4年連続で箱根駅伝に4年連続で出走し、2年生から4年生まで3年連続で各校のエースが集まる花の2区を出走した。また、在学中にチームは2度3位に入った。
2023年2月5日、第75回香川丸亀国際ハーフマラソンに出場した。1時間00分08秒の日本歴代3位の記録で走り、日本人トップの4位に入った。
2023年12月10日、第107回日本陸上競技選手権大会の10000mに出場した。日本新記録で初優勝した塩尻和也に次ぐ27分12秒53の2位だったが、相澤晃が保持していた従来の日本記録を上回った。
2024年5月3日、第108回日本陸上競技選手権大会に出場した。27分20秒94で走り2大会連続での2位となり悲願の初優勝を果たすことはできなかったが、その後2024年に開催されるパリオリンピックの10000mのワールドランキング（Road to Paris）において出場圏内に入っていたため自身初のオリンピック日本代表に選出された。
2024年8月3日、パリオリンピック本番の男子10000m決勝に出場したが、試合後に「5月から思ったような練習ができなかった」と語った通り万全の状態ではなく、金メダルを獲得したジョシュア・チェプテゲイから2周遅れの29分12秒48で24位に終わった。
2025年2月2日、第77回香川丸亀国際ハーフマラソンに出場し59分27秒の日本新記録を樹立した。

## 経歴・人物
- 父親は中央大学出身の太田善之であり、第68回箱根駅伝では6区を走り、区間4位の成績を残した。

## 記録

### 自己ベスト記録
- 5000m - 13分20秒11（2023年7月8日：ホクレンディスタンスチャレンジ網走大会）
- 10000m - 27分12秒53（2023年12月10日：第107回日本陸上競技選手権大会）
- ハーフマラソン - 59分27秒（2025年2月2日：第77回香川丸亀国際ハーフマラソン）

### 大学駅伝成績
| 学年               | 出雲駅伝                     | 全日本大学駅伝               | 箱根駅伝                          |
| ------------------ | ---------------------------- | ---------------------------- | --------------------------------- |
| 1年生 （2016年度） | 第28回 － － － （出場なし） | 第48回 7区-区間3位 35分05秒  | 第93回 8区-区間14位 1時間08分32秒 |
| 2年生 （2017年度） | 第29回 1区-区間7位 23分29秒  | 第49回 1区-区間3位 43分28秒  | 第94回 2区-区間6位 1時間08分04秒  |
| 3年生 （2018年度） | 第30回 － － － （出場なし） | 第50回 － － － （出場なし） | 第95回 2区-区間21位 1時間11分08秒 |
| 4年生 （2019年度） | 第31回 早稲田大学 不参加     | 第51回 2区-区間4位 31分48秒  | 第96回 2区-区間6位 1時間07分05秒  |